# اتحاد تيمور الشرقية للنقابات العمالية
اتحاد نقابات عمال تيمور الشرقية هو النقابة الرئيسية في تيمور الشرقية. وقد أنشئت في عام 2001 بدعم من الاتحاد الدولي لنقابات العمال ومنظمة العمل الدولية ونقابات العمال الأسترالية.